# Gerhard Höpp
Gerhard Höpp (* 4. Februar 1942 in Berlin; † 7. Dezember 2003 ebenda) war ein deutscher Historiker, Arabist und Islamwissenschaftler.

## Leben
Nach dem Krieg lebte er mit seinen Eltern bis 1950 im thüringischen Arnstadt, wo er eingeschult wurde. Sein Abitur machte er 1960 in Ost-Berlin und arbeitete anschließend im Kabelwerk Oberspree.
1962 begann er an der Karl-Marx-Universität in Leipzig das Studium der Arabistik und Islamwissenschaften. Für ihn prägende Professoren waren die Historiker Ernst Werner und Lothar Rathmann, der Arabist Wolfgang Reuschel und der Religionswissenschaftler Kurt Rudolph. Lothar Rathmann hatte die „Leipziger Schule“ der Orientalistik begründet, Höpp arbeitete später unter dessen Leitung in einem Autorenkollektiv an dem mehrbändigen Werk Geschichte der Araber. Von den Anfängen bis zur Gegenwart mit. 
Nach seiner Diplomarbeit über den islamischen Modernismus am Beispiel eines Buches von Khalid Muhammad Khalid war Höpp ab dem Jahr 1966 am Orientalischen Institut der Universität Leipzig tätig. Nach seiner Promotion 1972 über Rolle und Funktion kleinbürgerlicher Kräfte in den geistigen Auseinandersetzungen in den arabischen Ländern und einem kurzen Lektorat am Juristischen Institut im südjemischen Aden war er ab 1973 als Arabisch-Übersetzer für den Allgemeinen Deutschen Nachrichtendienst der DDR im Irak und in Syrien tätig.

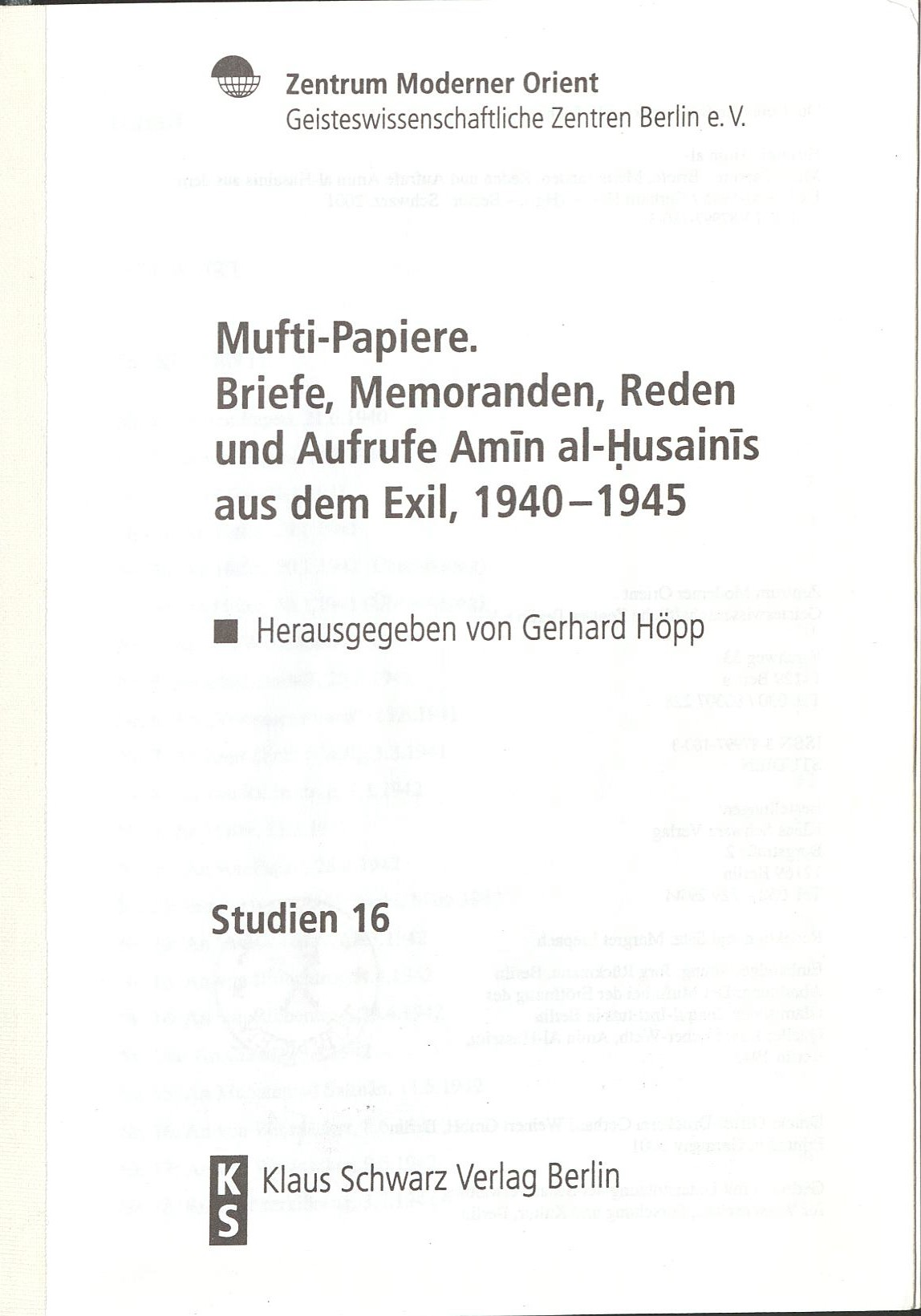
Herausgeber von Schriften des Mohammed Amin al-Husseini (2001)

Seit 1975 war Höpp in Berlin wissenschaftlicher Mitarbeiter am Zentralinstitut für Geschichte der Akademie der Wissenschaften der DDR (AdW). Er habilitierte sich 1986 mit einer Arbeit über die Bewegung Arabischer Nationalisten. Im selben Jahr wurde an der Akademie das Institut für Weltgeschichte gegründet und Höpp wurde dort Leiter des Bereichs Geschichte der Entwicklungsländer. 1988 wurde er zum Professor ernannt. 
Nach der Wende wurde 1992 der Forschungsschwerpunkt Moderner Orient gegründet, aus dem 1996 das Leibniz-Zentrum Moderner Orient (ZMO) hervorgegangen ist. Gerhard Höpp übernahm neben seiner wissenschaftlichen Arbeit dort auch die Aufgabe eines Koordinators und war maßgeblich am Aufbau der Einrichtung beteiligt.
Von 1996 bis zu seinem Tod war er – als einer der wenigen übernommenen Ostdeutschen – wissenschaftlicher Mitarbeiter des ZMO.
Zu seinen zahlreichen Publikationen zu Standard- und Fachthemen (unter anderem zusammen mit Martin Robbe) gehört auch der 2001 erschienene, unterhaltsame Stadtführer Berlin für Orientalisten.

## Werke (Auswahl)
- Arabische und islamische Periodika in Berlin und Brandenburg 1915 -1945. Geschichtlicher Abriß und Bibliographie, Das Arabische Buch, Berlin 1994.